# Zentrales Museum der Luftstreitkräfte der Russischen Föderation
Das Zentrale Museum der Luftstreitkräfte der Russischen Föderation in Monino ist ein Museumskomplex, der sich mit der sowjetischen und russischen Luftfahrtgeschichte beschäftigt.
Das Museum befindet sich innerhalb einer Kasernenanlage etwa 40 km von Moskau entfernt auf dem ehemaligen Flughafen Monino, der von 1932 bis 1956 in Betrieb war. An dieser Stelle wurde 1958 das Museum gegründet und am 23. Februar 1960 eröffnet. Es war zunächst zivilen Besuchern nicht zugänglich, da es auch geheime Ausstellungsstücke zeigte, die von den OKBs zur Verfügung gestellt wurden. 2001 jedoch wurden die Tore auch für das normale Publikum geöffnet. Die Flugzeughersteller des Landes unterstützen das Museum seitdem mit geringen Mitteln. Das Museum befindet sich in unmittelbarer Nähe der Militärakademie der Luftstreitkräfte „J. A. Gagarin“.
Das Museum zeigt die Entwicklung der sowjetischen Luftfahrt von Anbeginn an bis heute mit zahlreichen Exponaten. Besonders sehenswert ist das Außengelände mit zahlreichen Einzelstücken, seltenen Prototypen und fast allen in der sowjetischen Luftwaffe eingesetzten Typen. Insgesamt sind etwa 173 Flugzeuge und Hubschrauber sowie 127 Motoren und Turbinen ausgestellt. Hiervon wurden 44 Exponate von der russischen Akademie der Wissenschaften zu nationalen Monumenten von Wissenschaft und Technologie erklärt.

## Auswahl der Exponate

Transport- und Passagiermaschinen
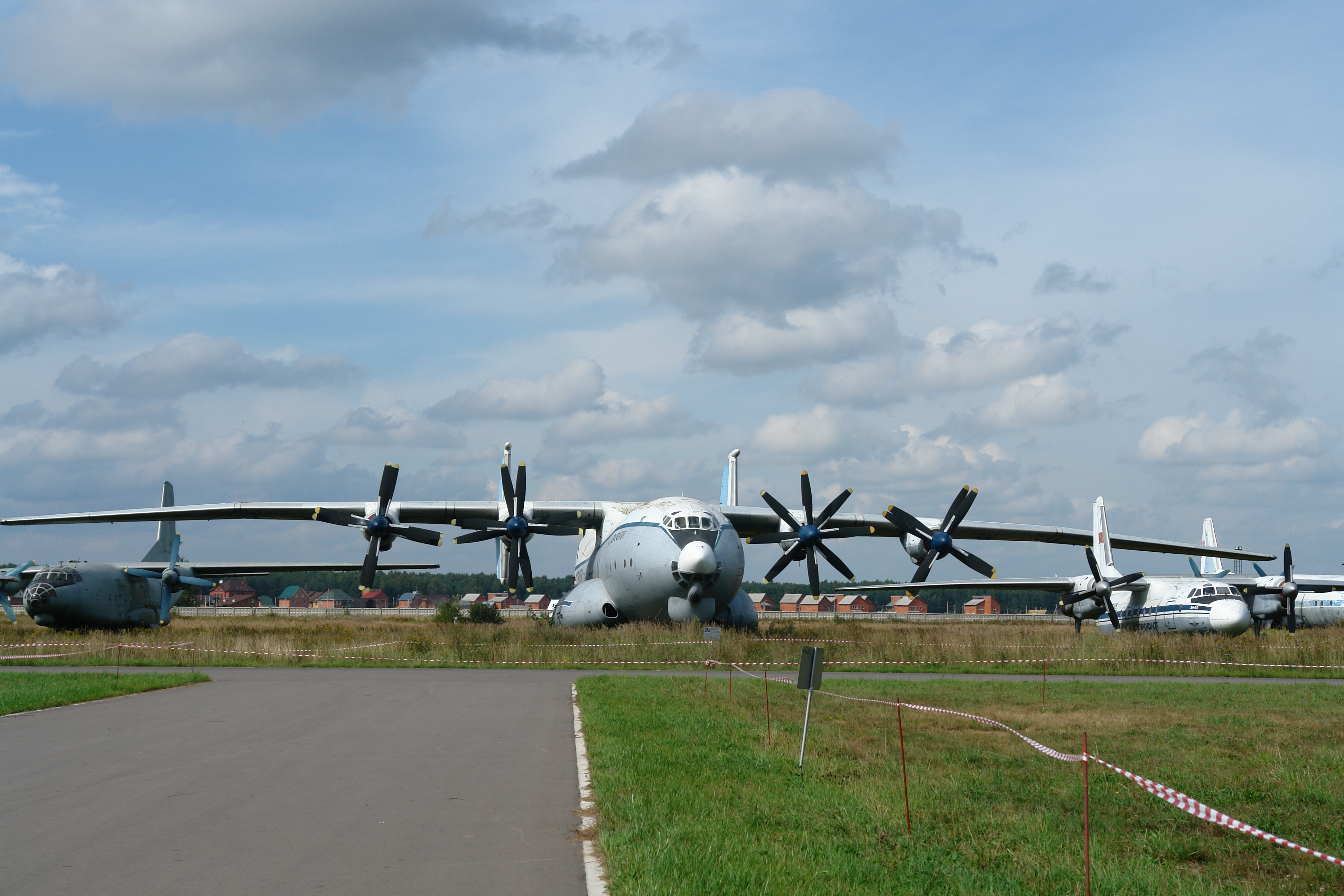
Antonow An-22
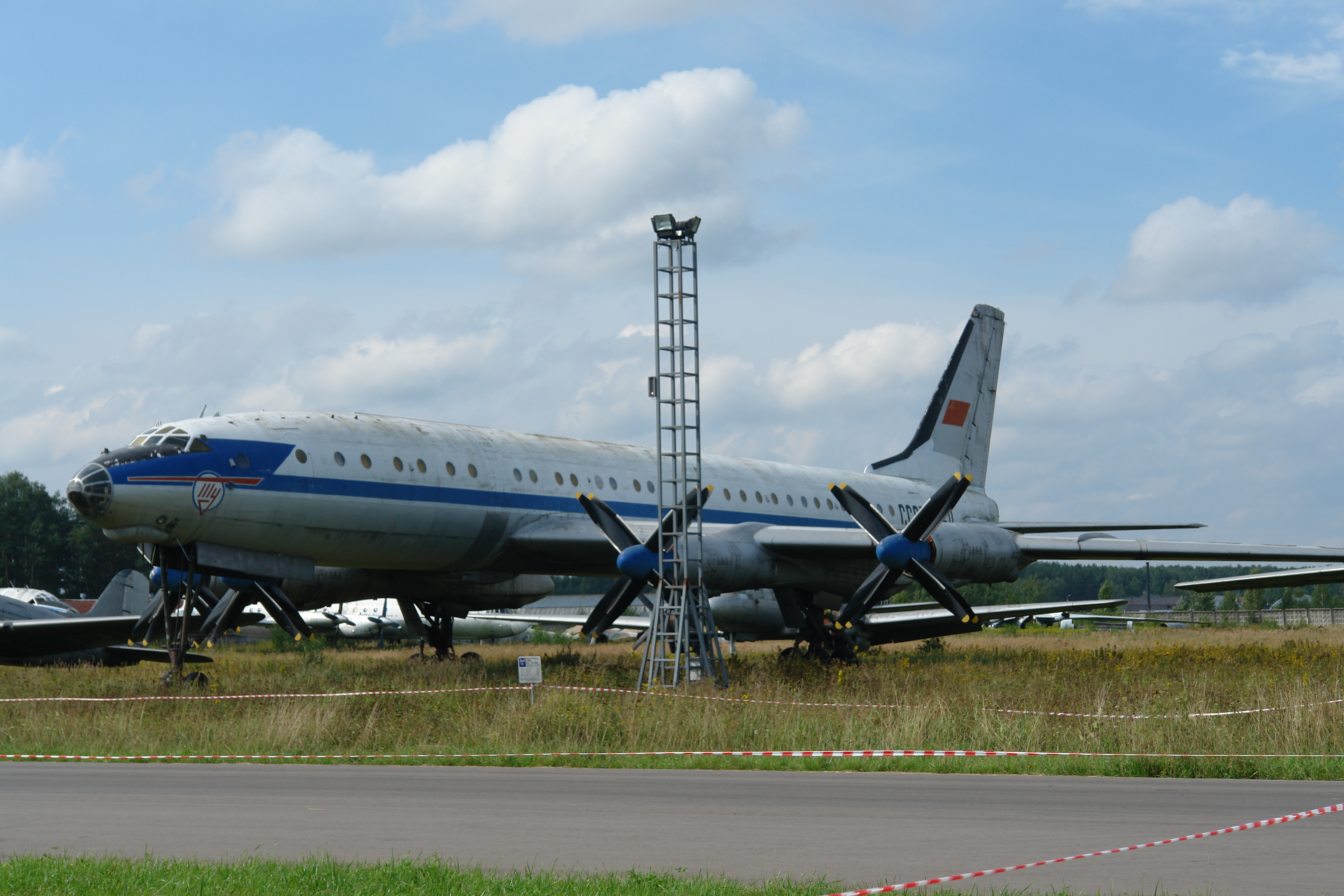
Tupolew Tu-114
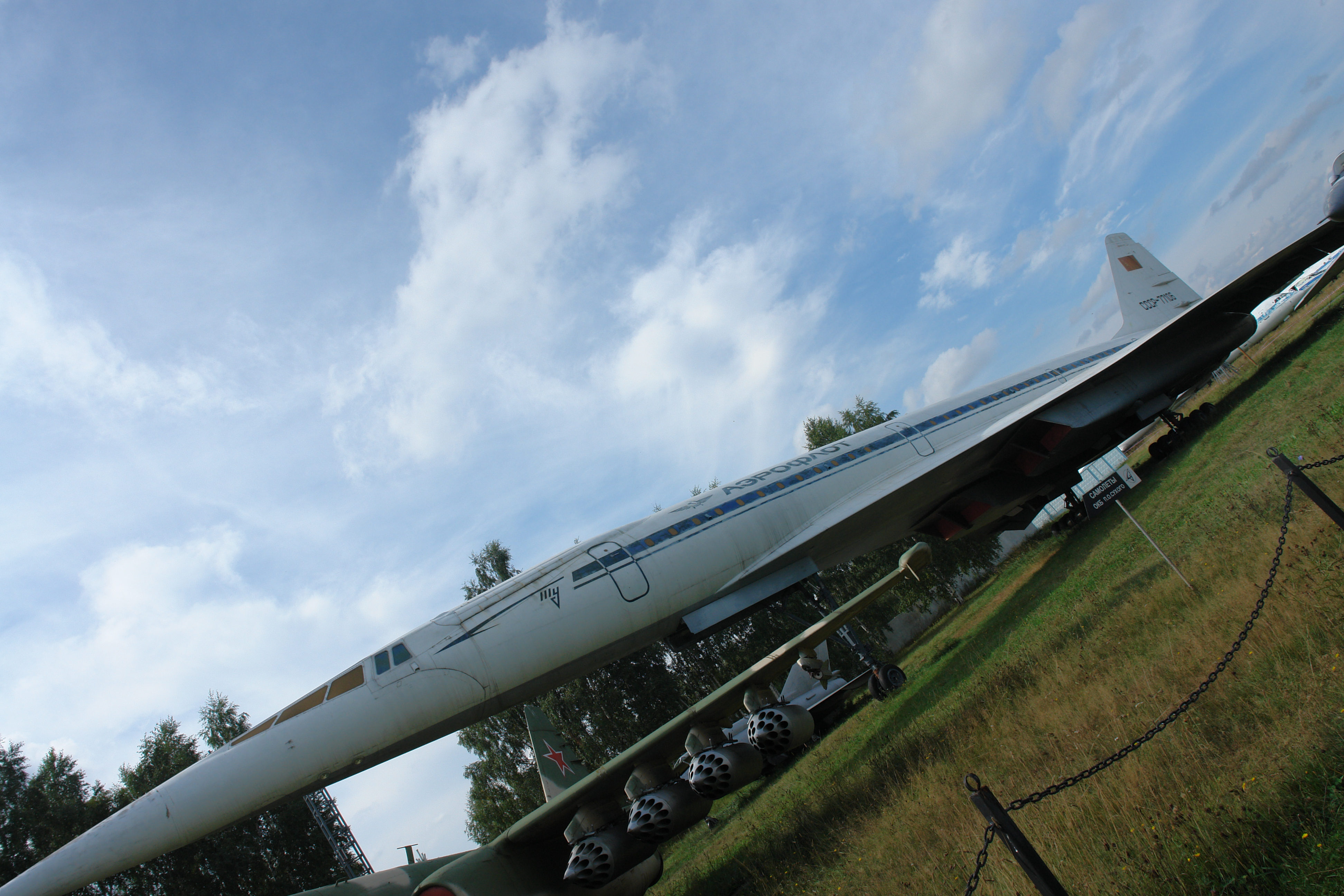
Tupolew Tu-144
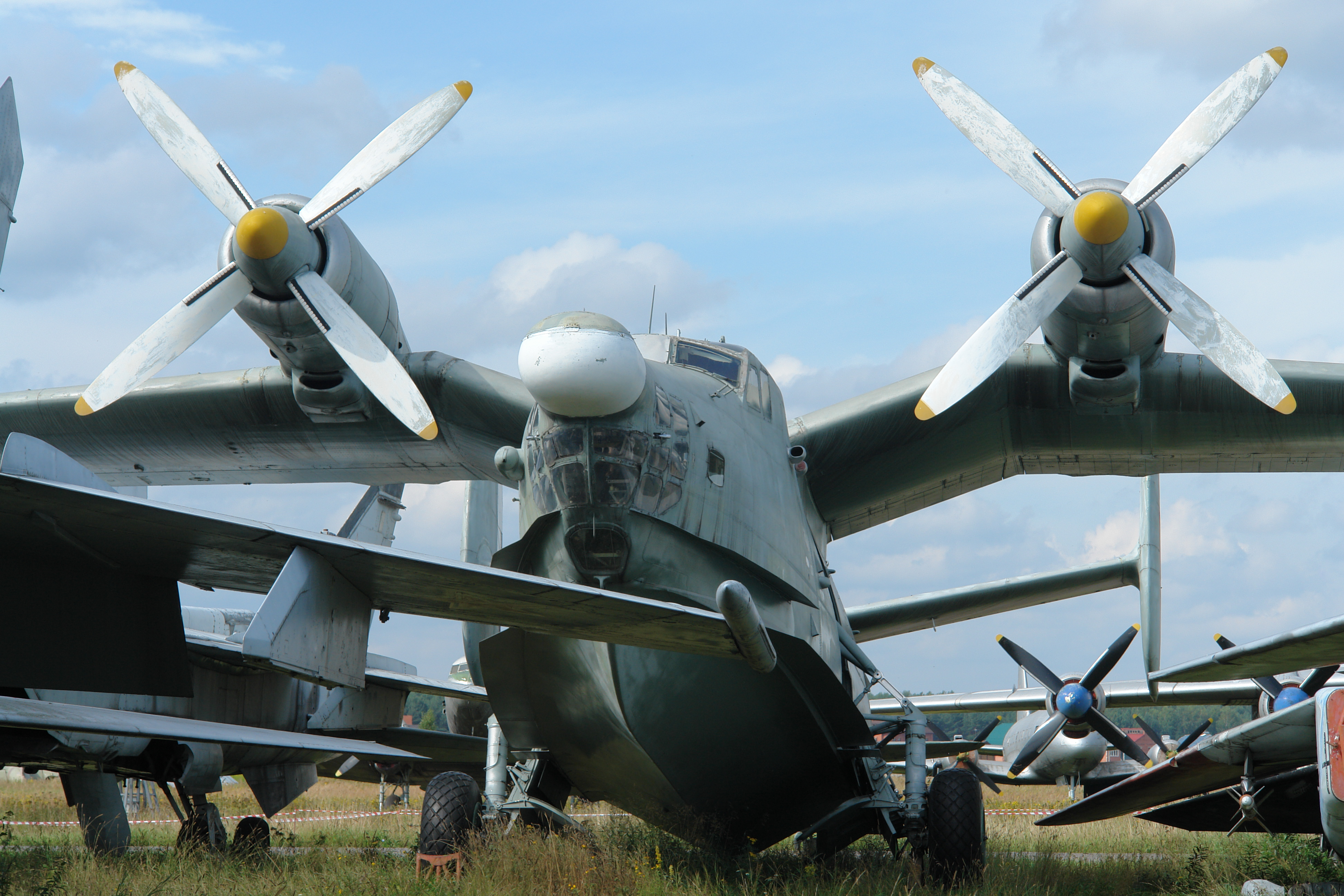
Berijew Be-12

Kampfflugzeuge
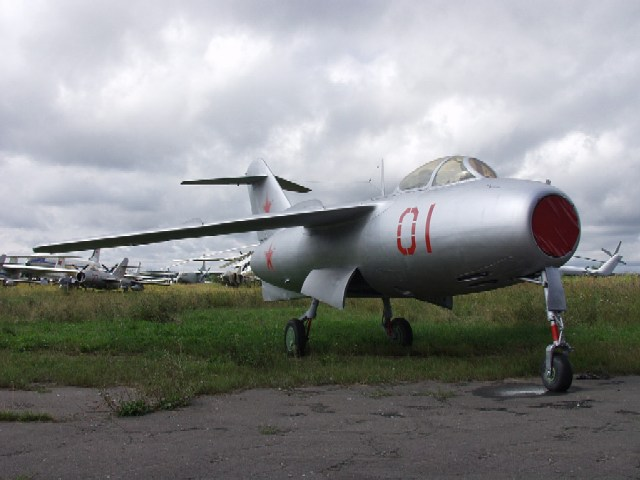
Lawotschkin La-15
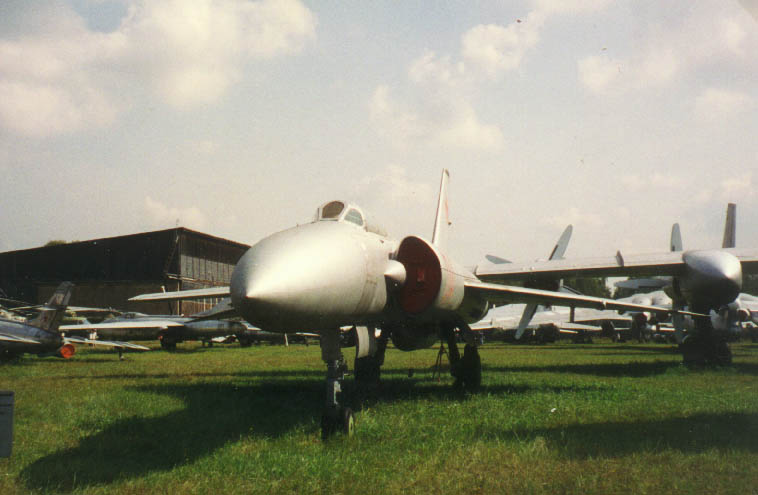
Lawotschkin La-250
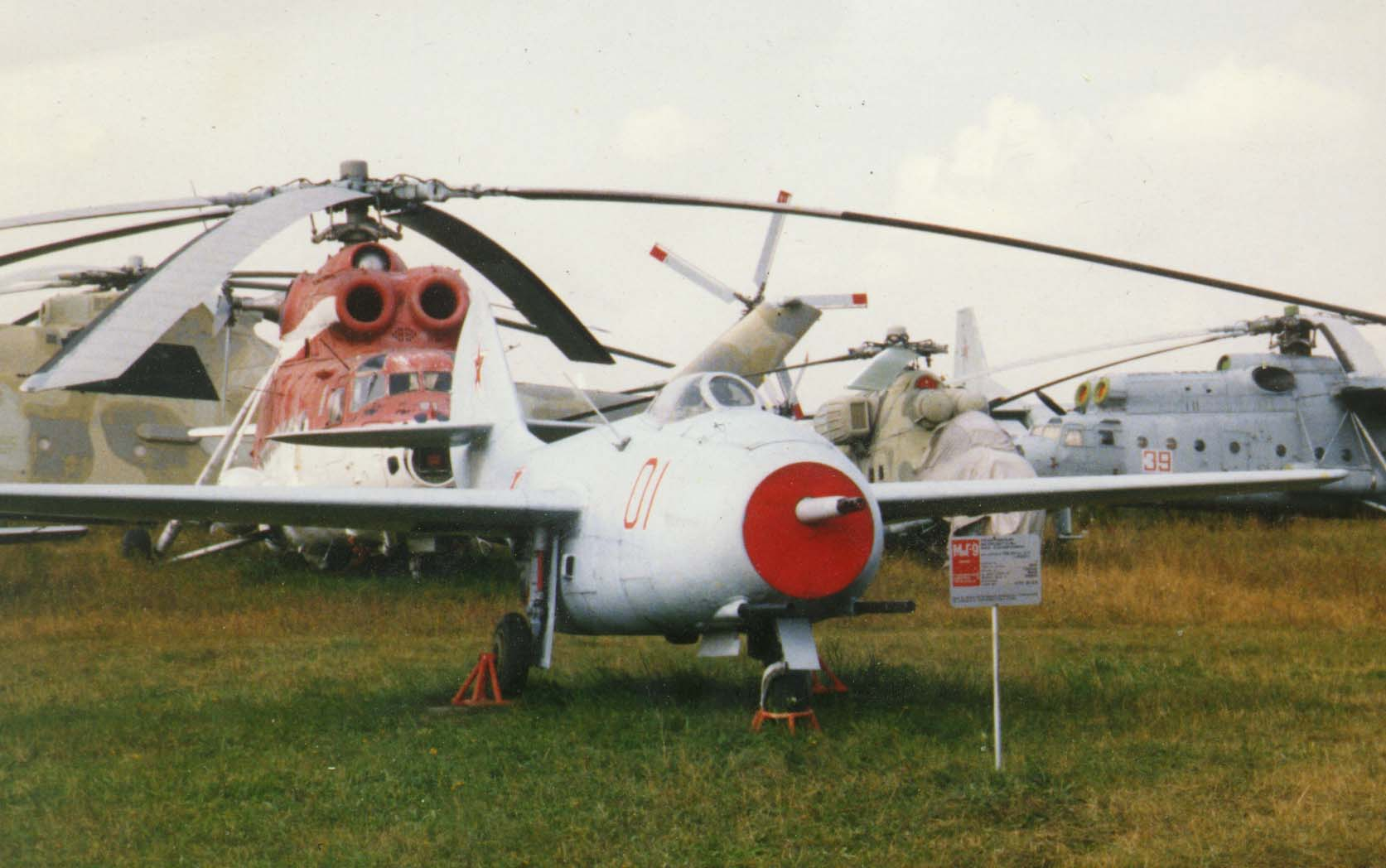
MiG-9
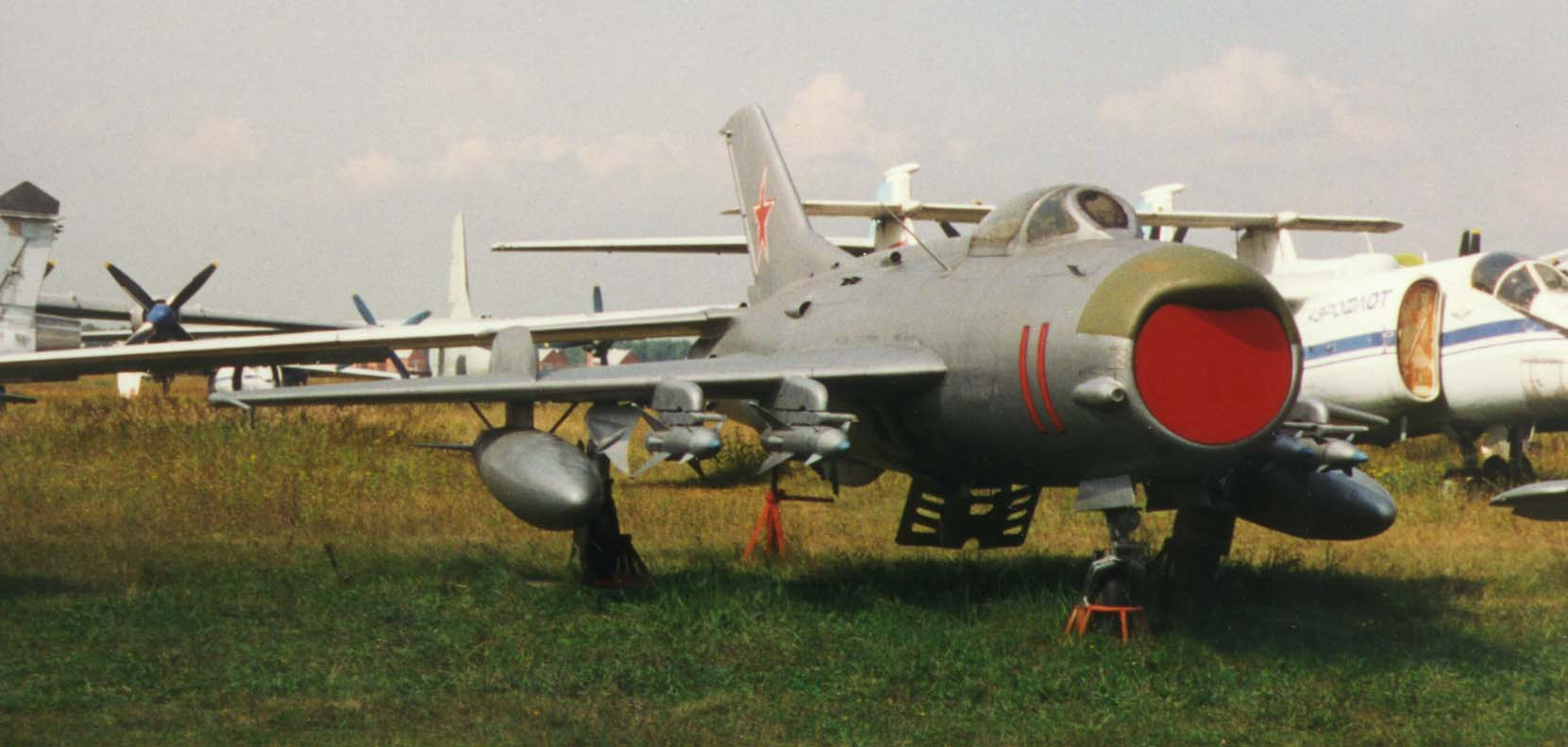
MiG-19
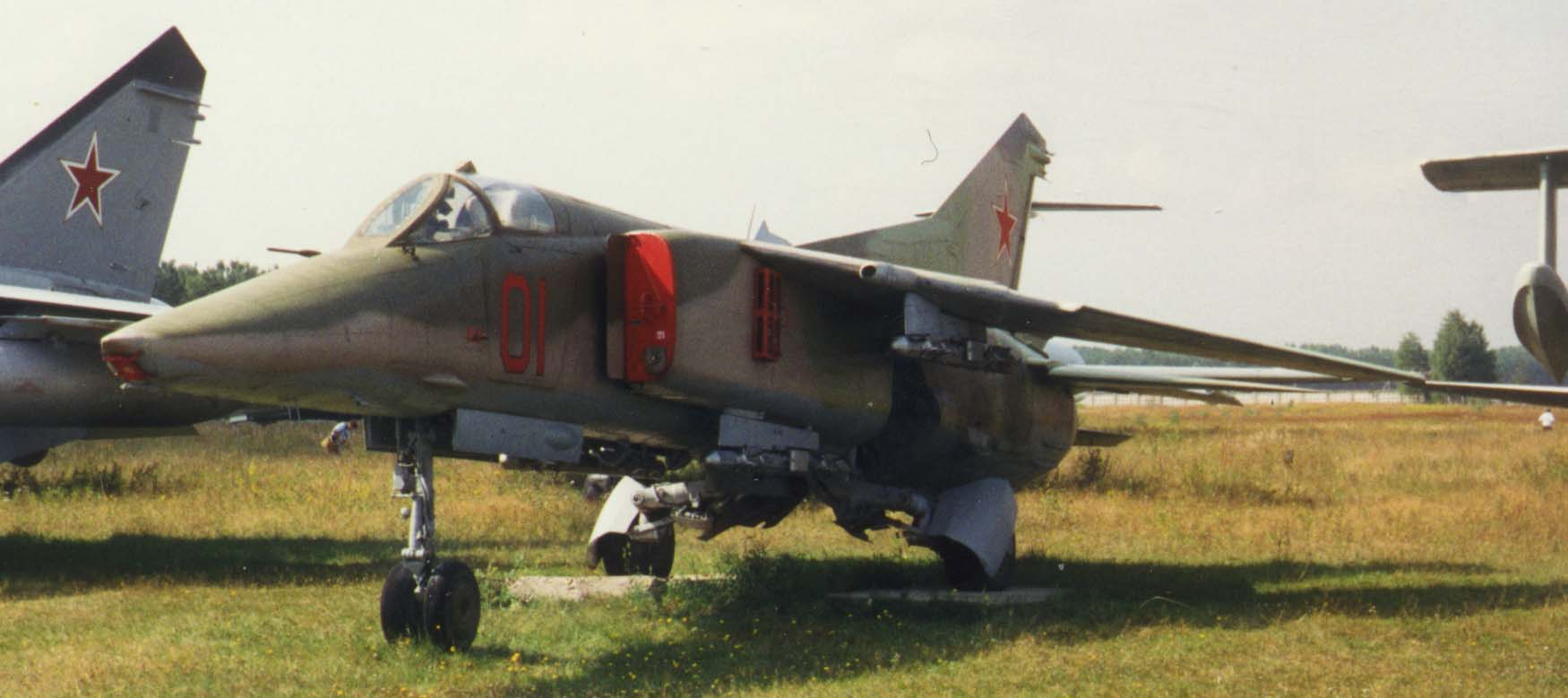
MiG-27
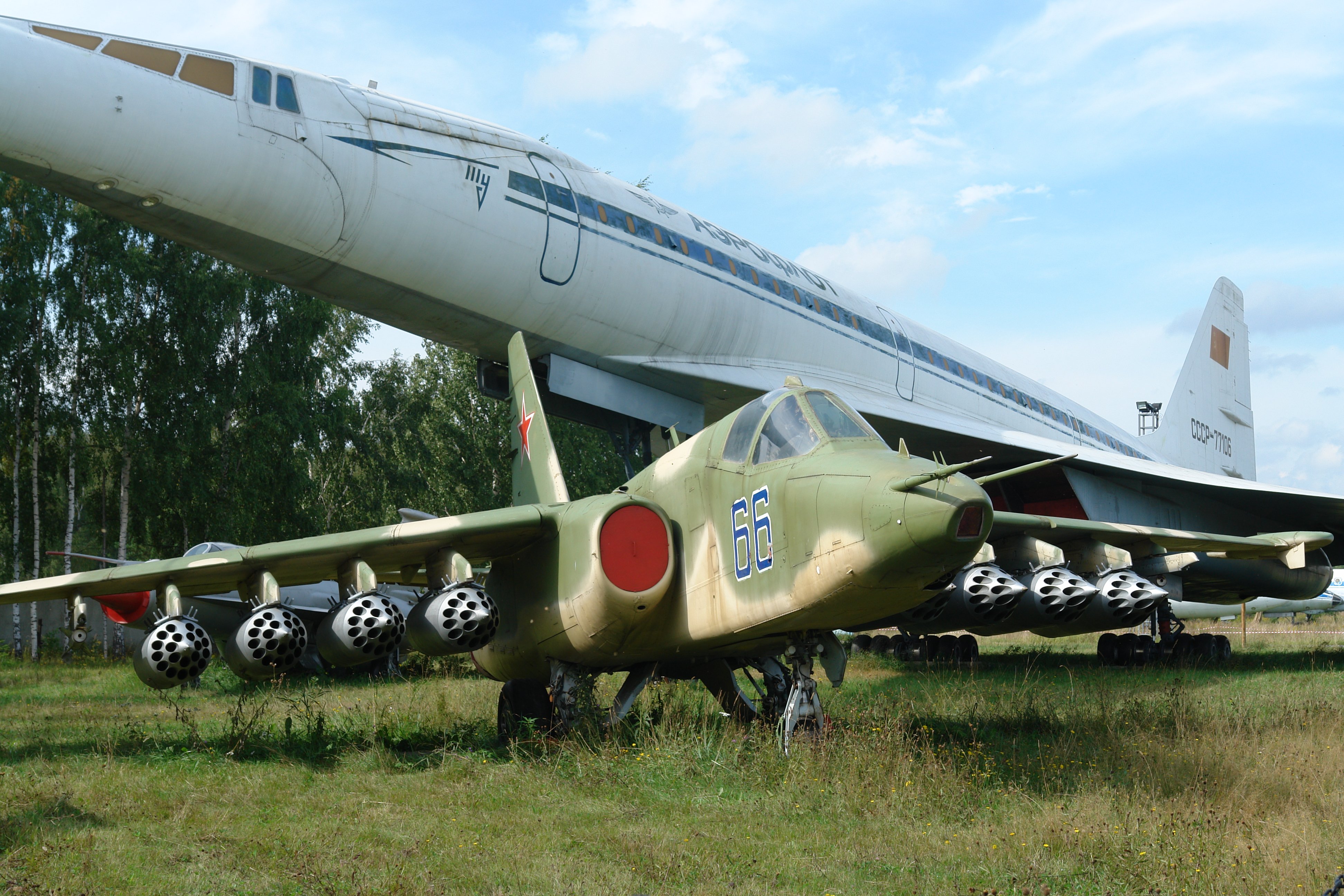
Suchoi Su-25

Bomber
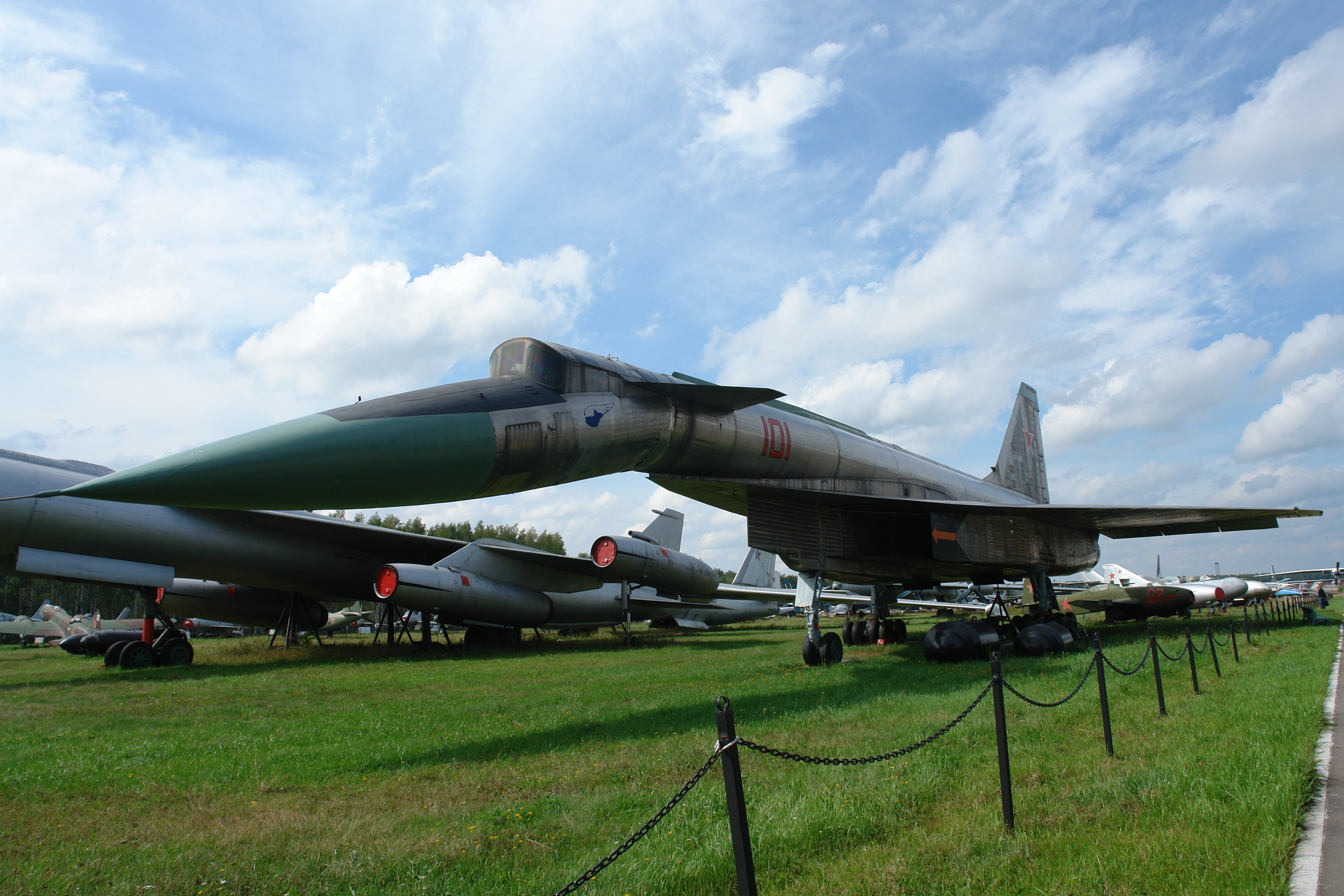
Suchoi T-4
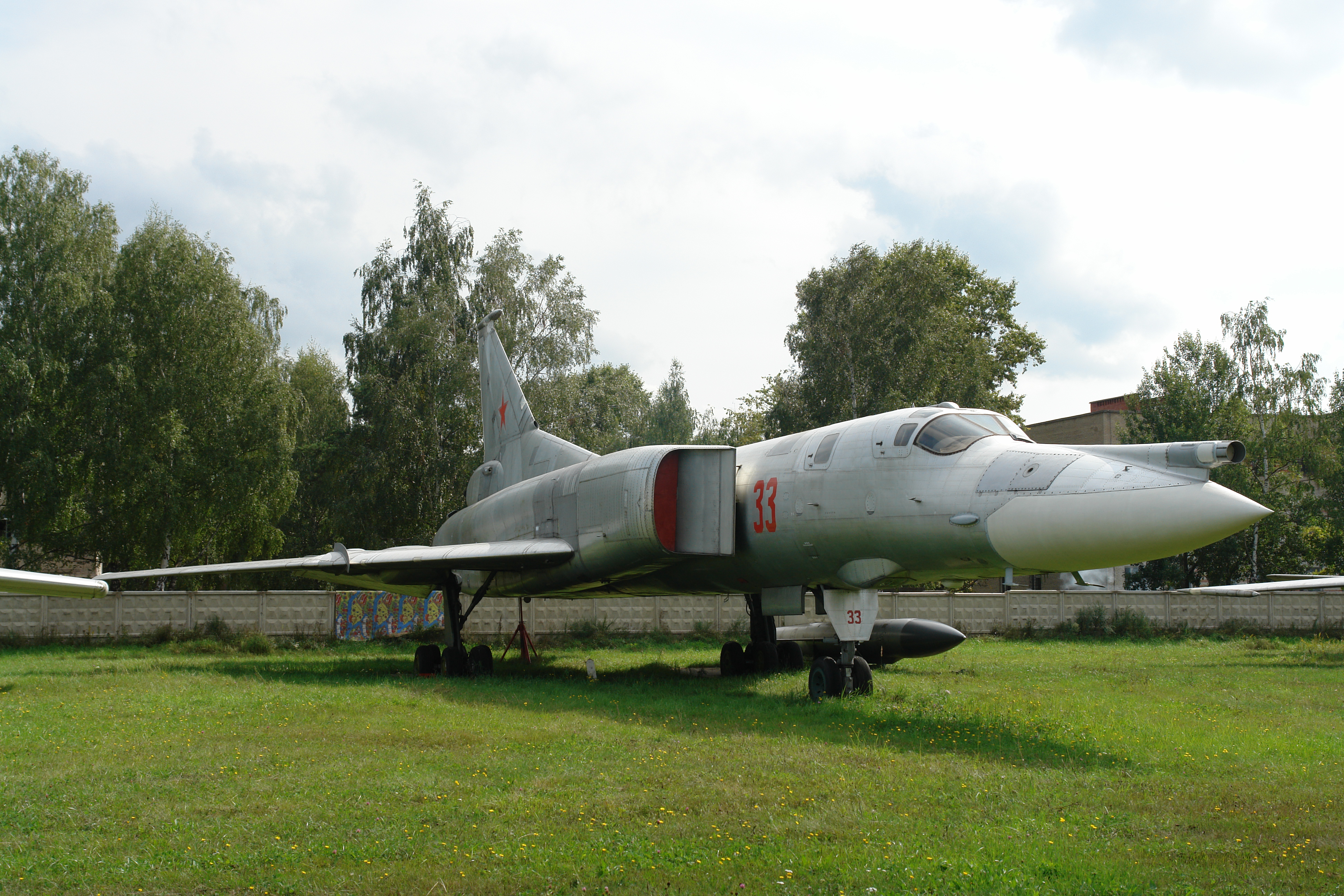
Tupolew Tu-22M
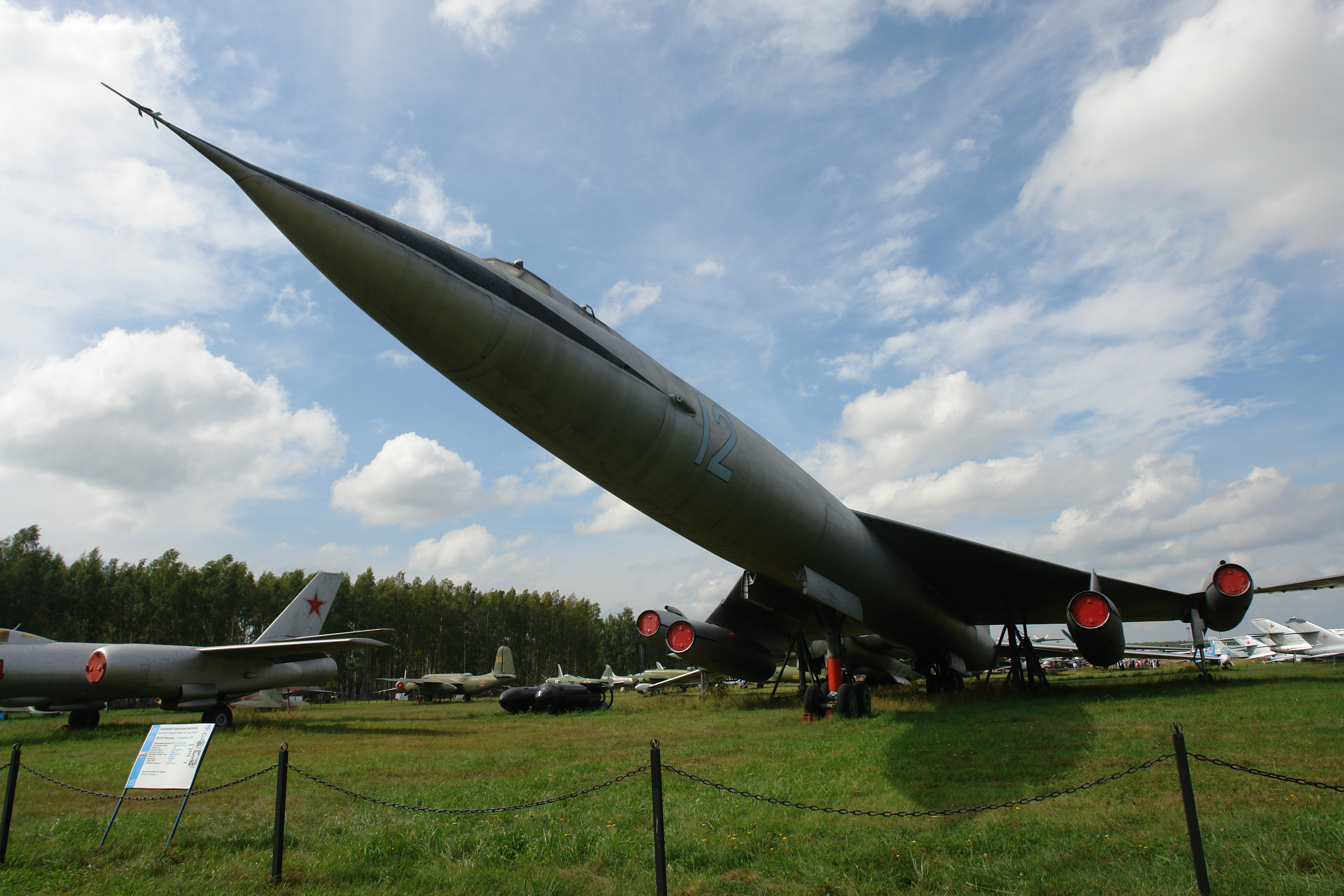
Mjassischtschew M-50
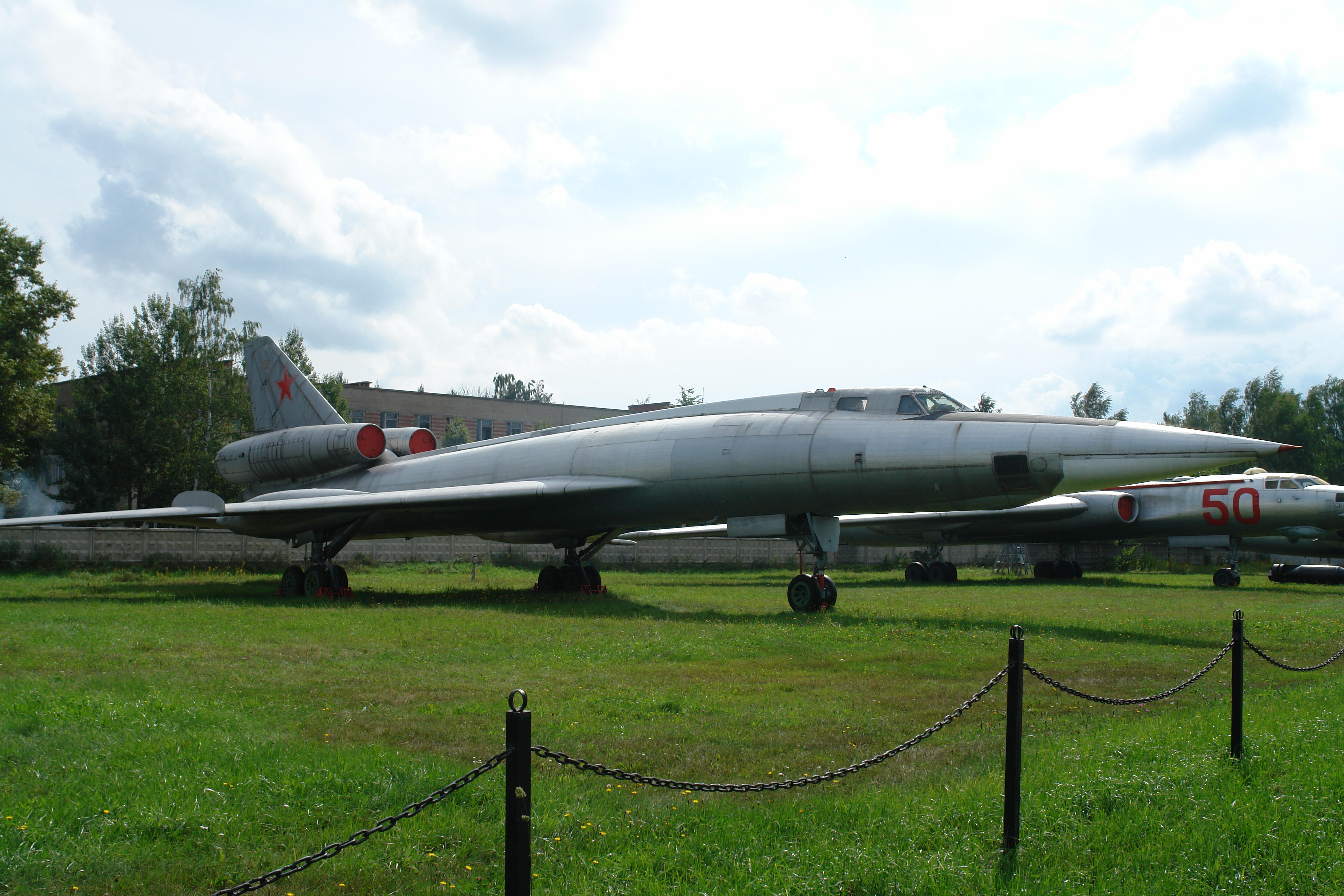
Tupolew Tu-22
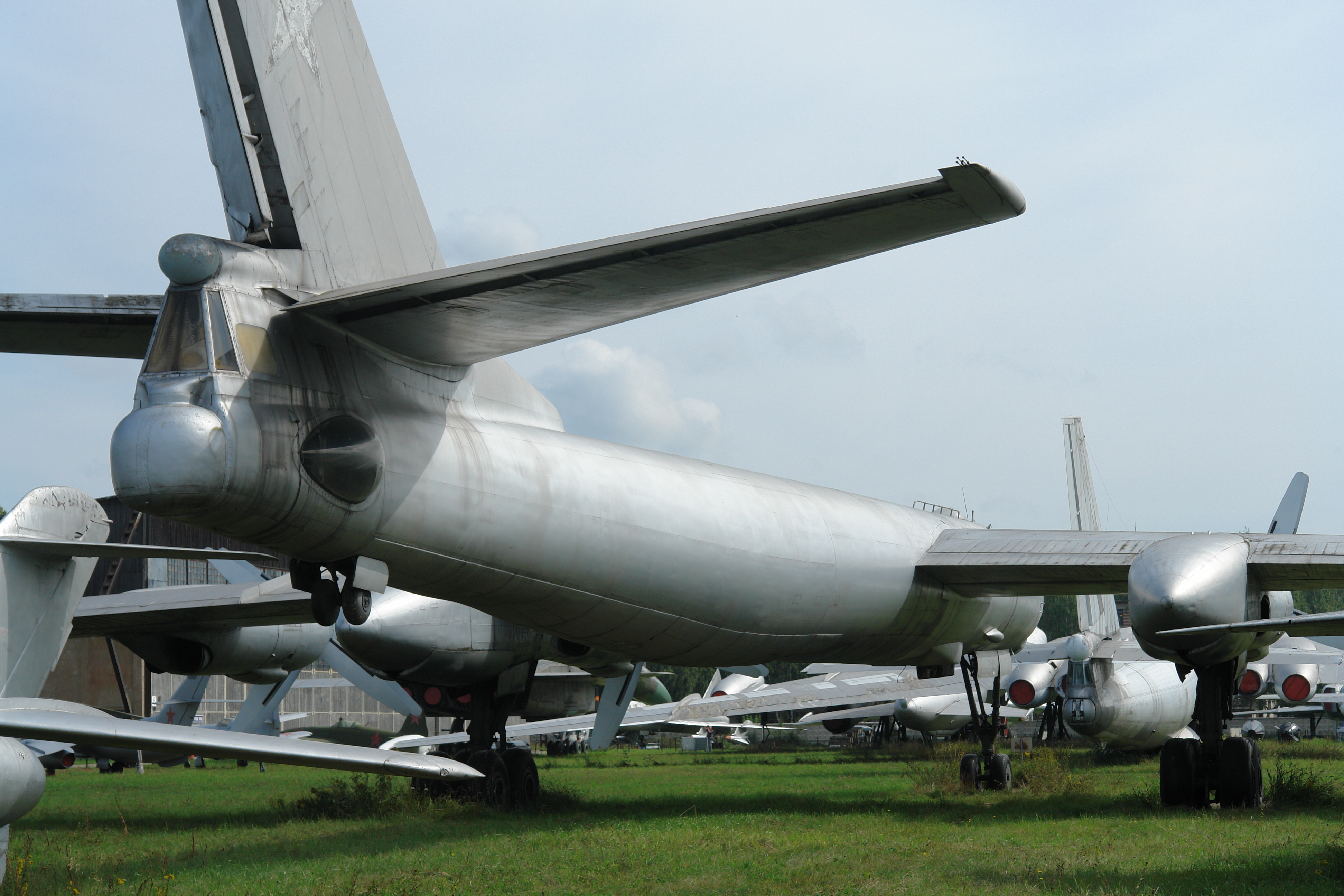
Tupolew Tu-95W
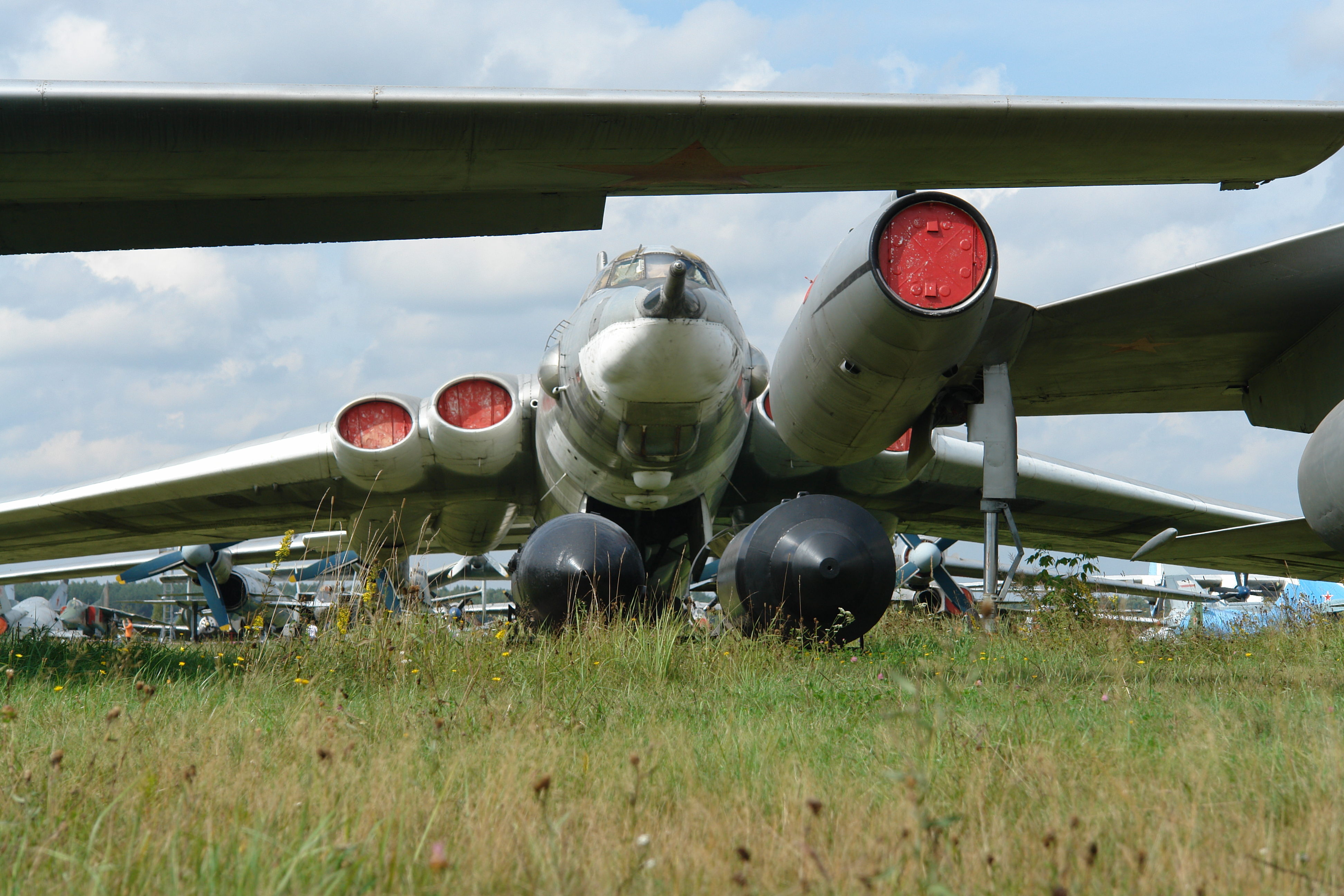
Mjassischtschew 3M

Helikopter
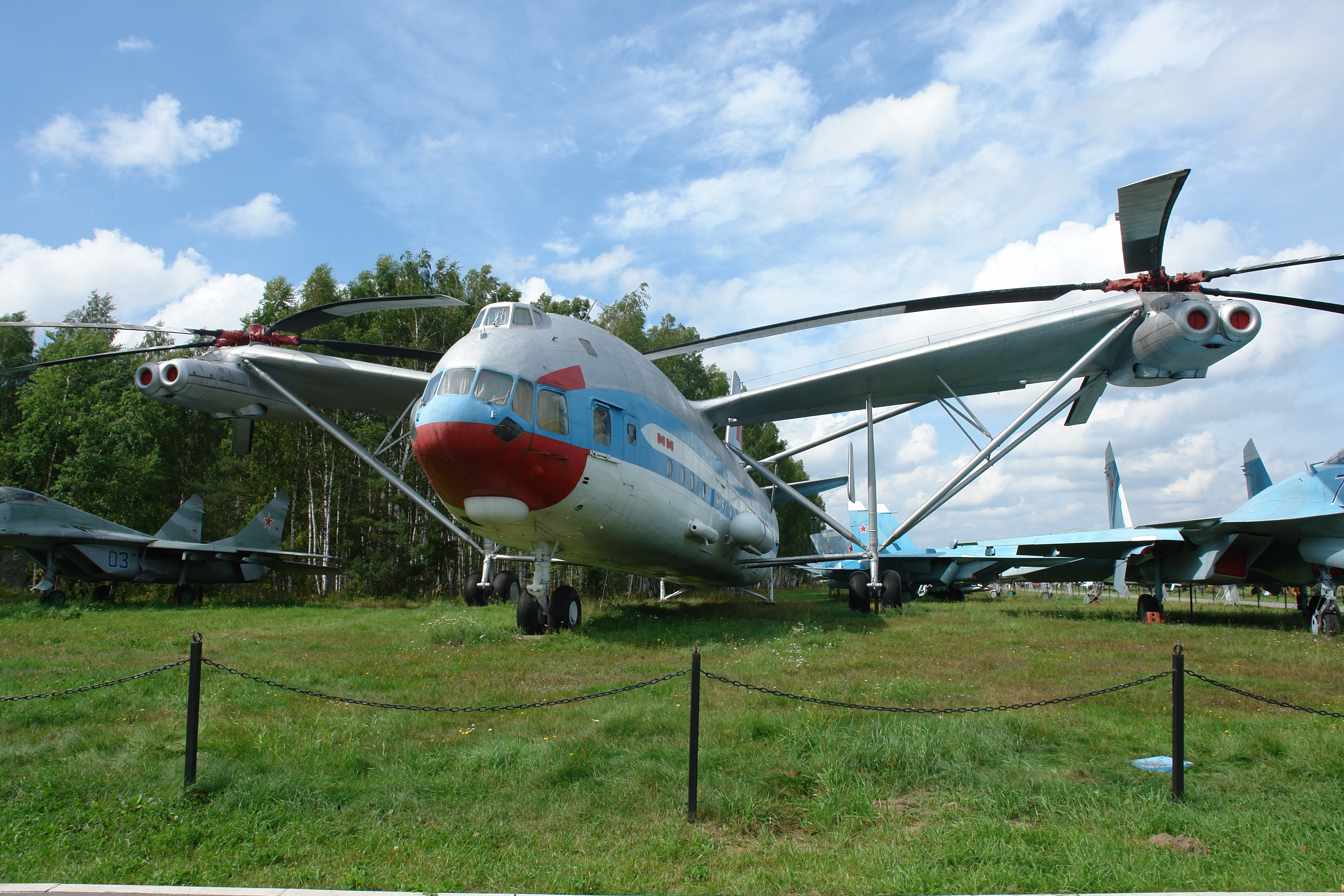
Mil Mi-12
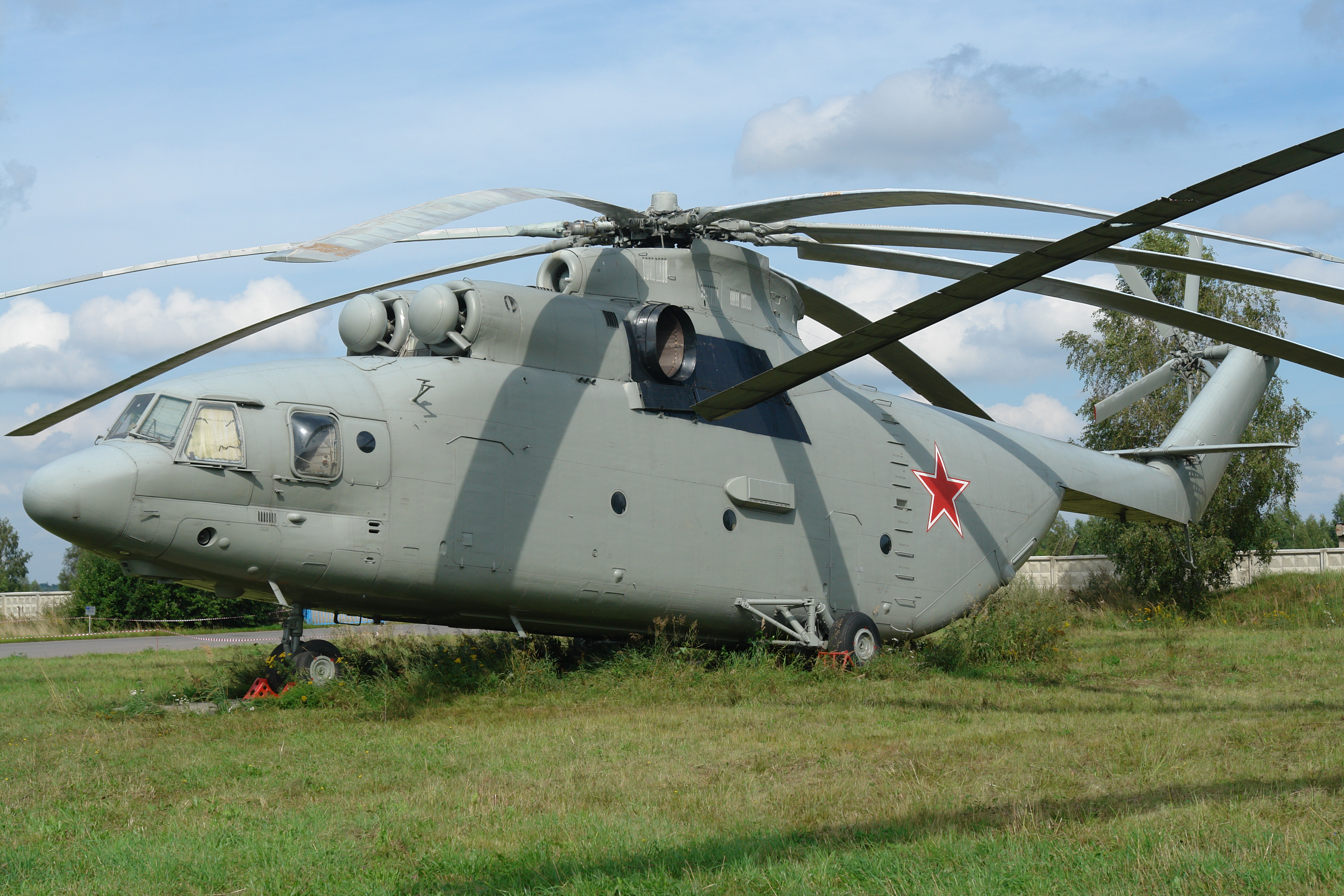
Mil Mi-26
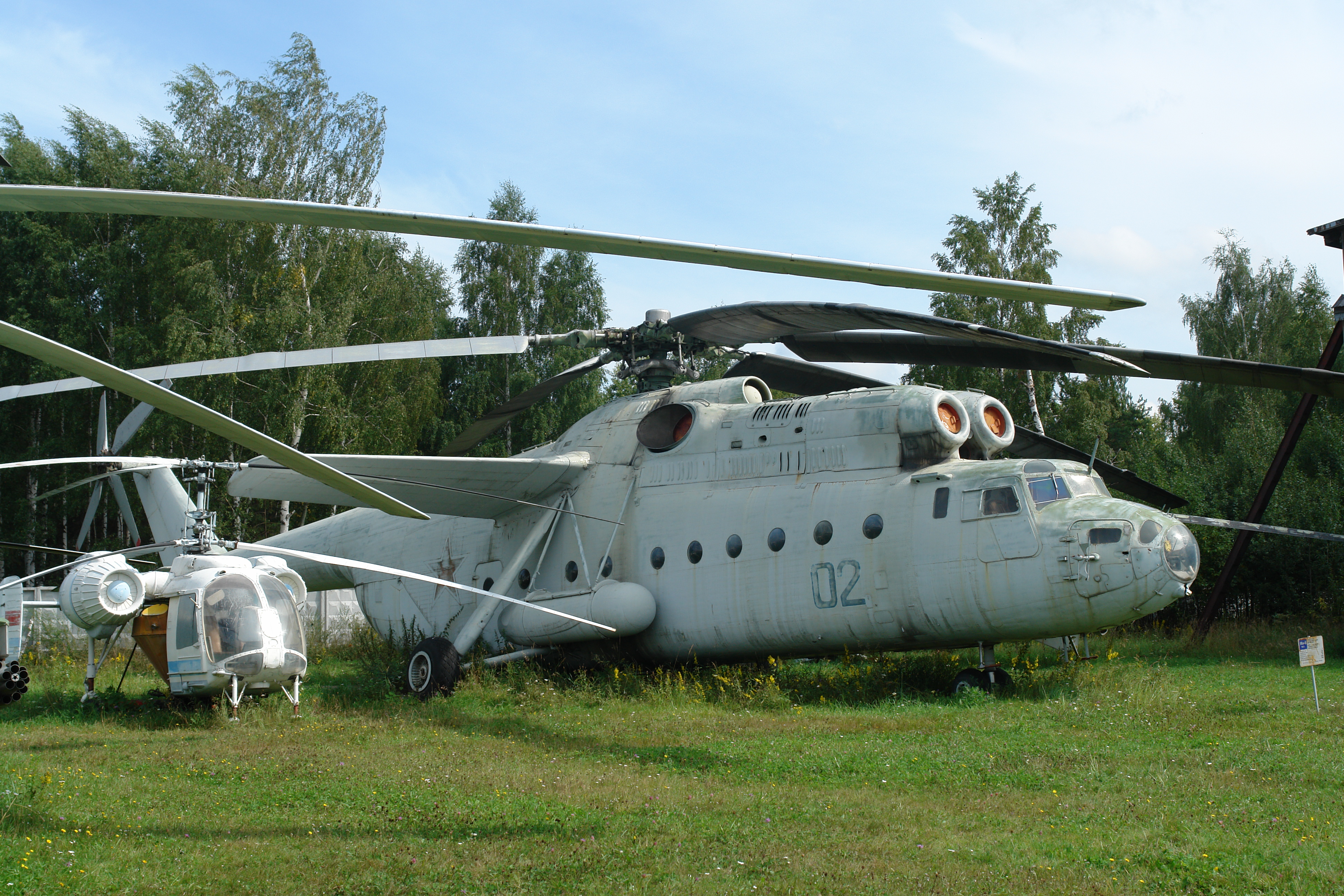
Mil Mi-6
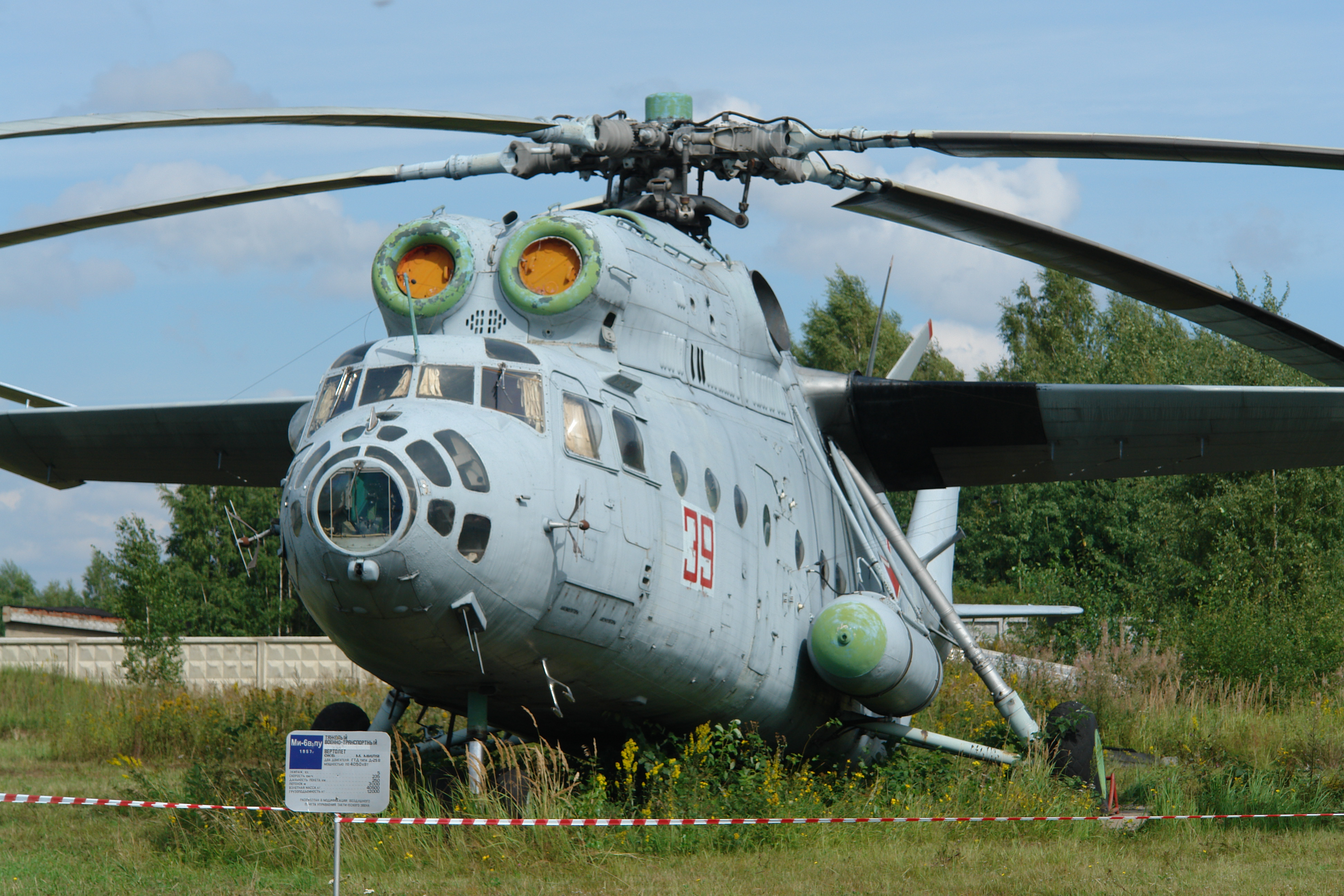
Mil Mi-6B
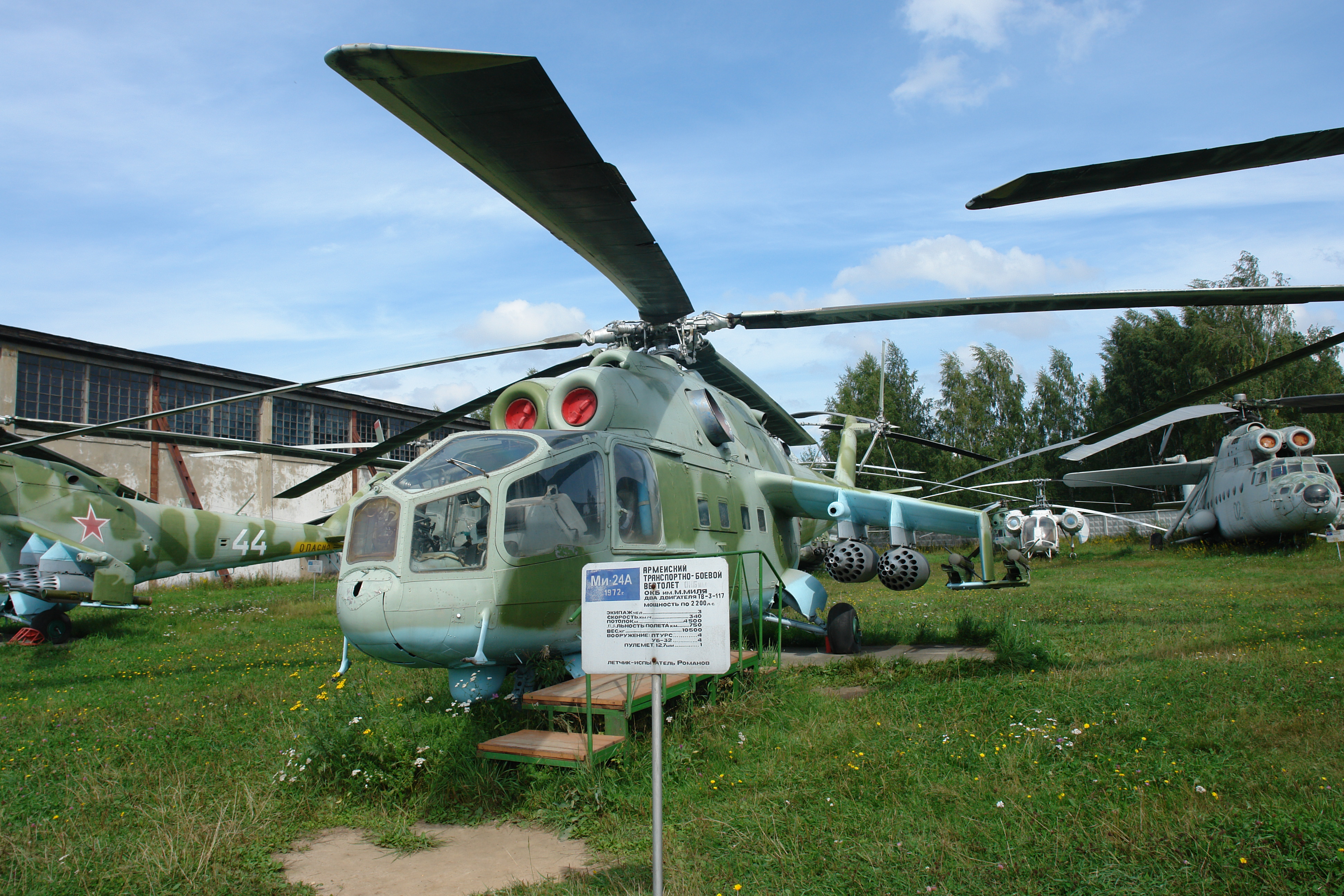
Mil Mi-24A
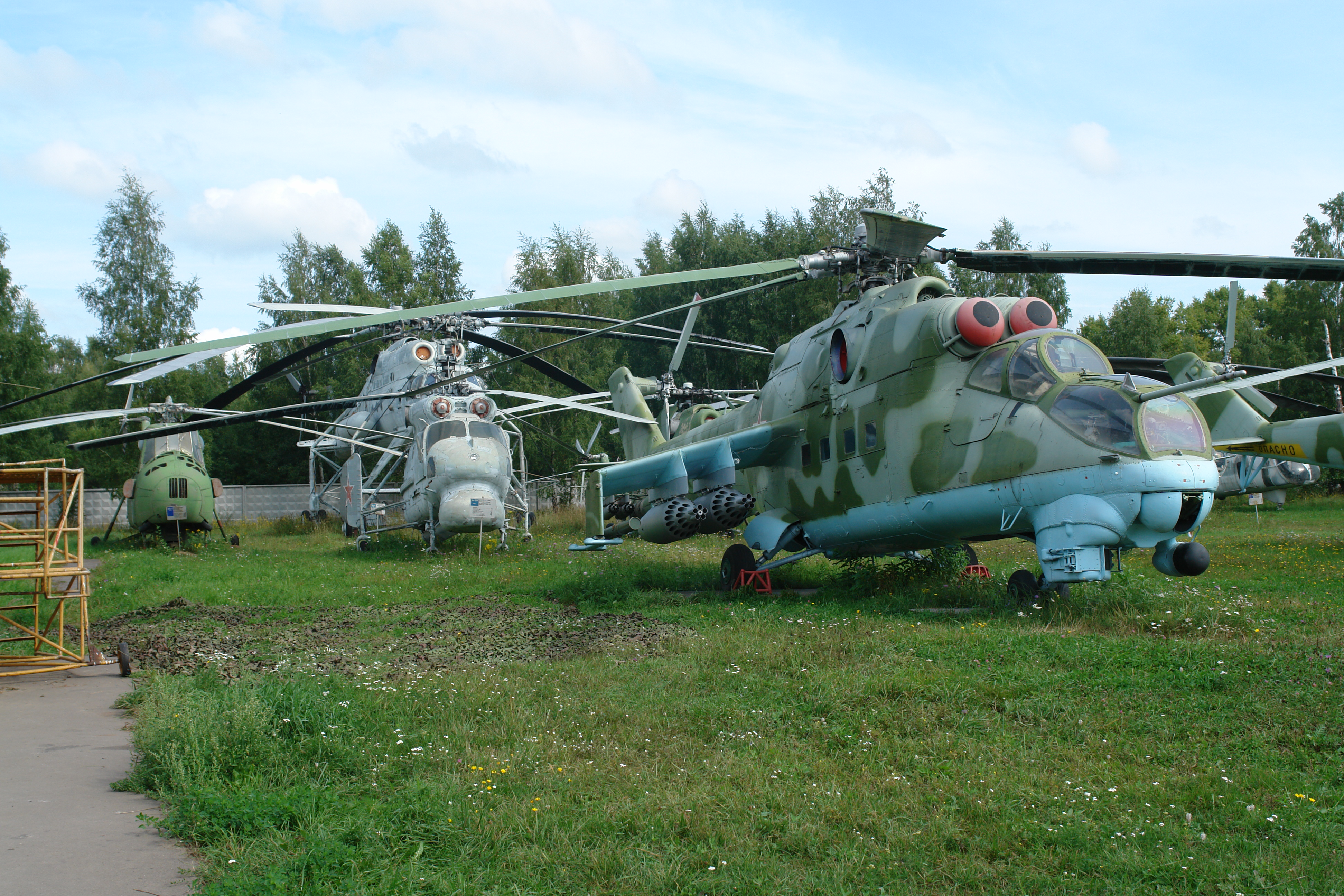
Mil Mi-25
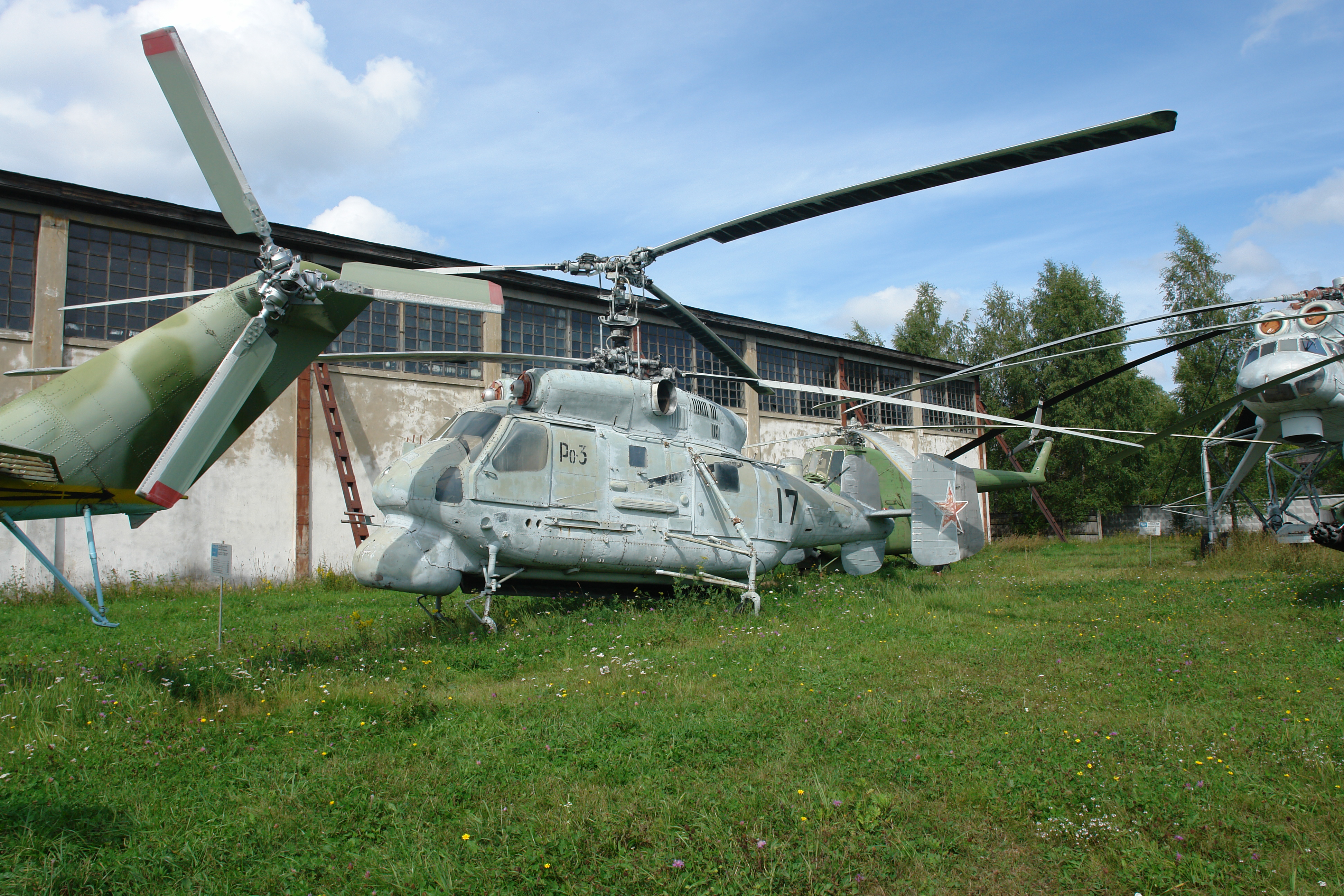
Kamow Ka-25
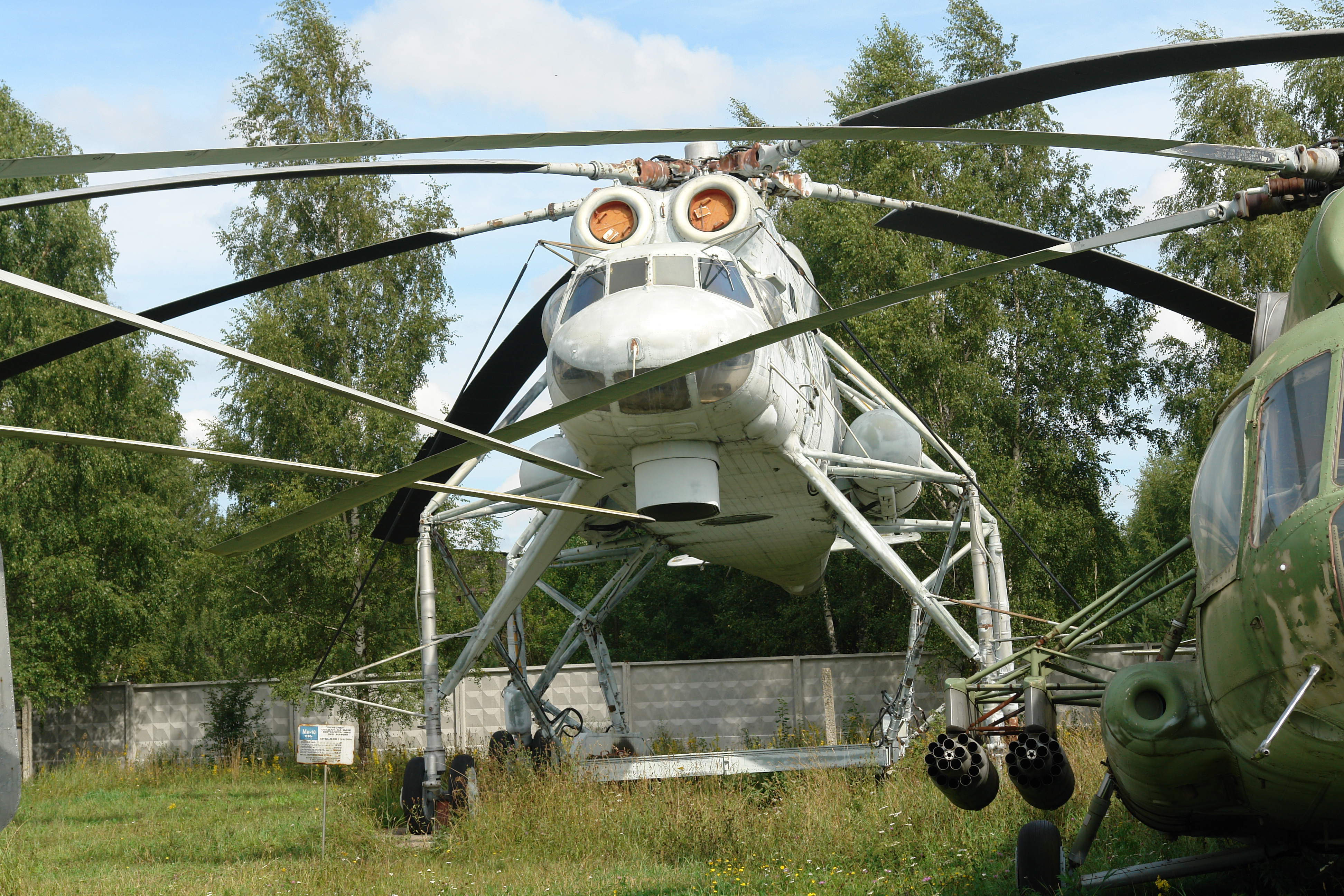
Mil Mi-10
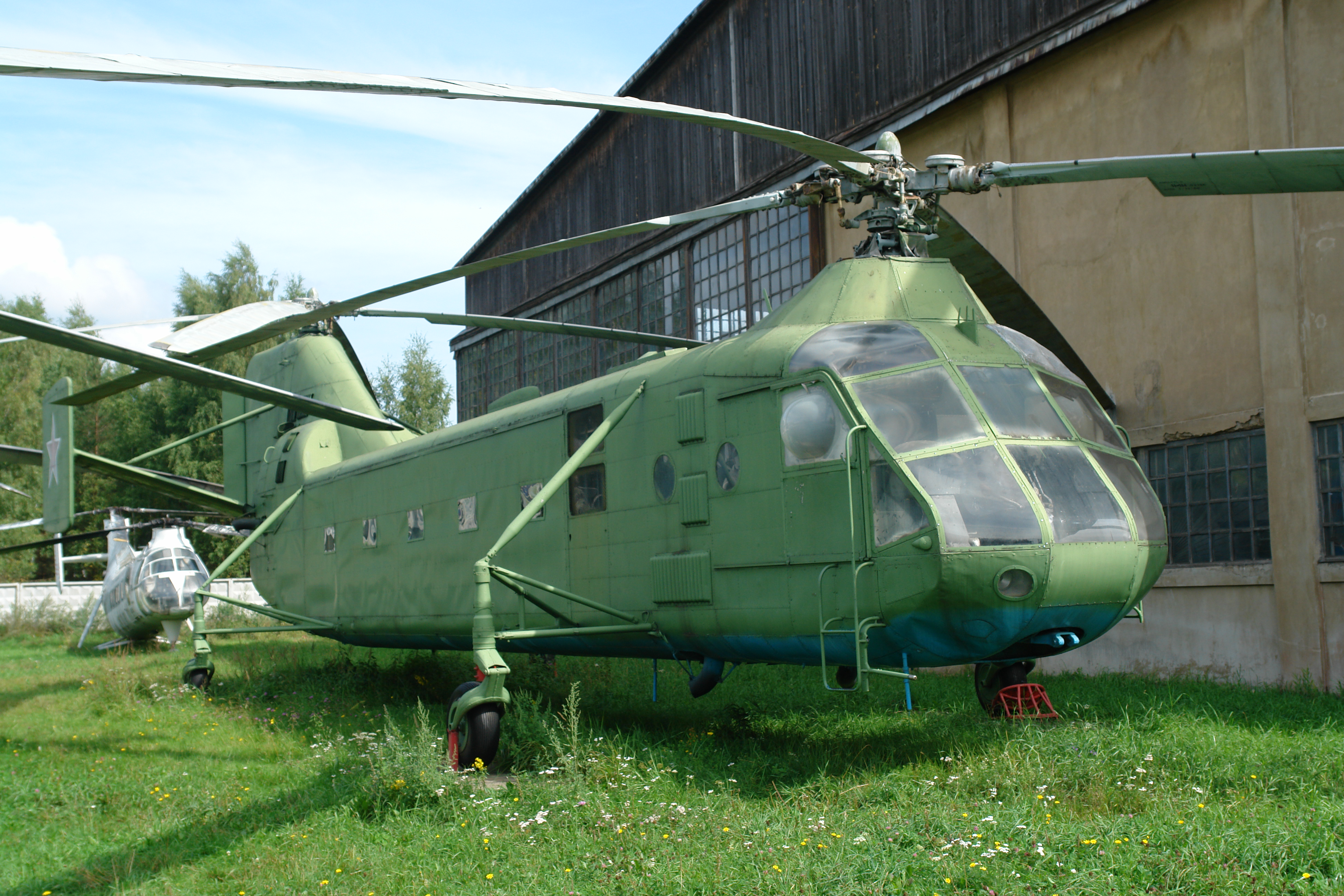
Jakowlew Jak-24

Flugzeuge des Zweiten Weltkrieges
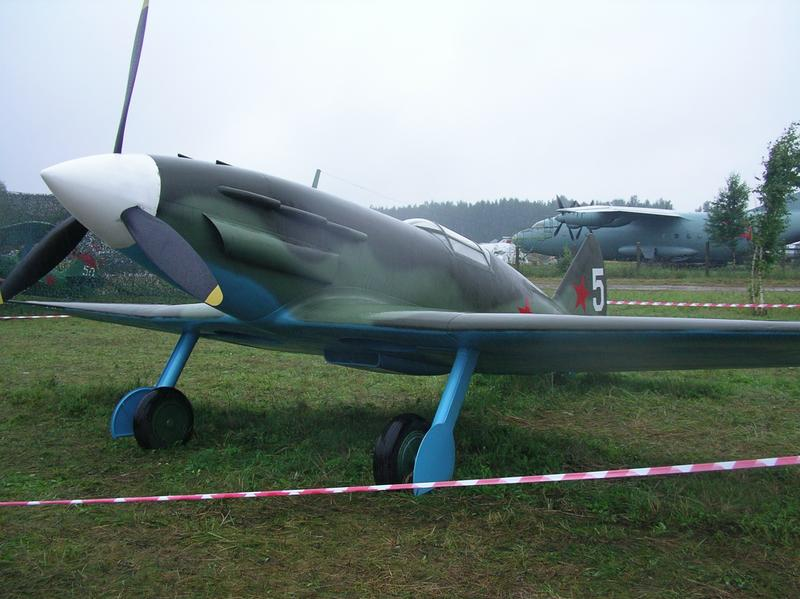
MiG-3 (Attrappe)
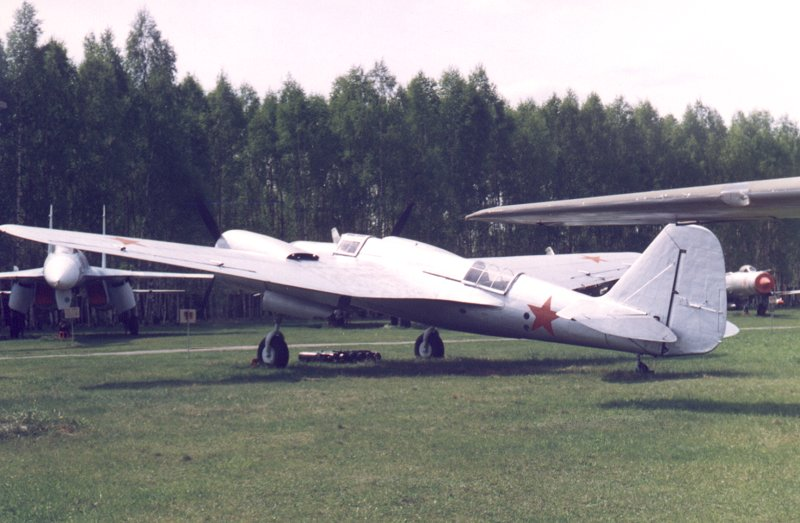
Tupolew SB-2
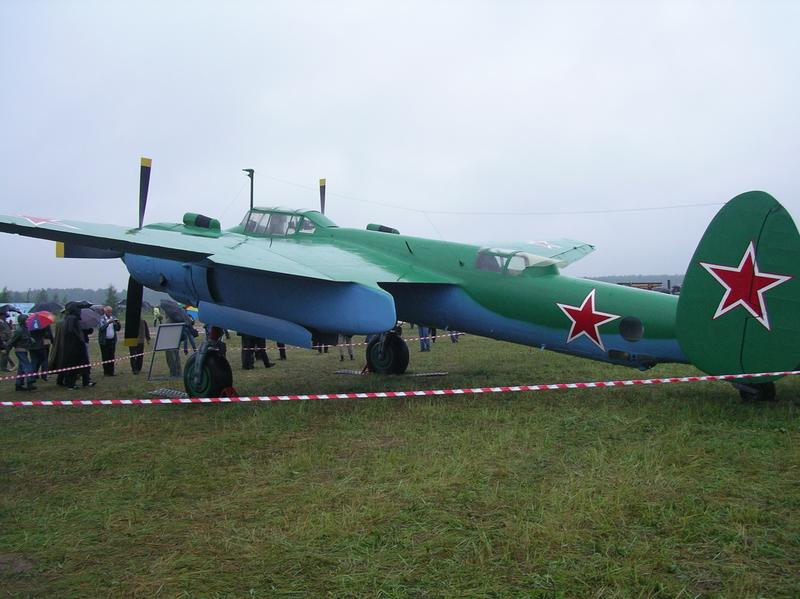
Tupolew Tu-2

Sonstige Luftfahrzeuge
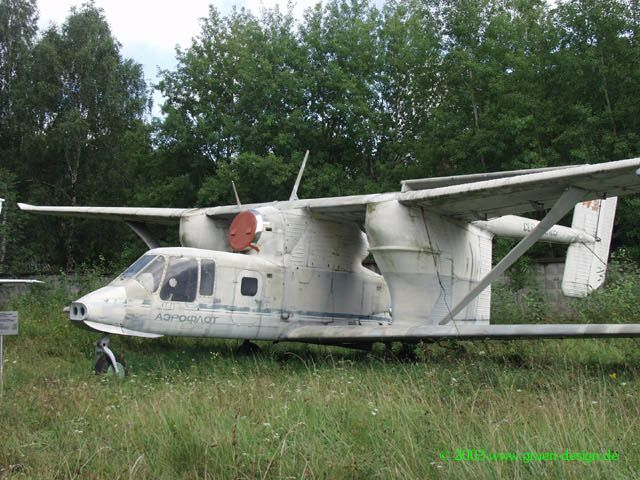
PZL M-15 Belphegor (Agrarflugzeug)
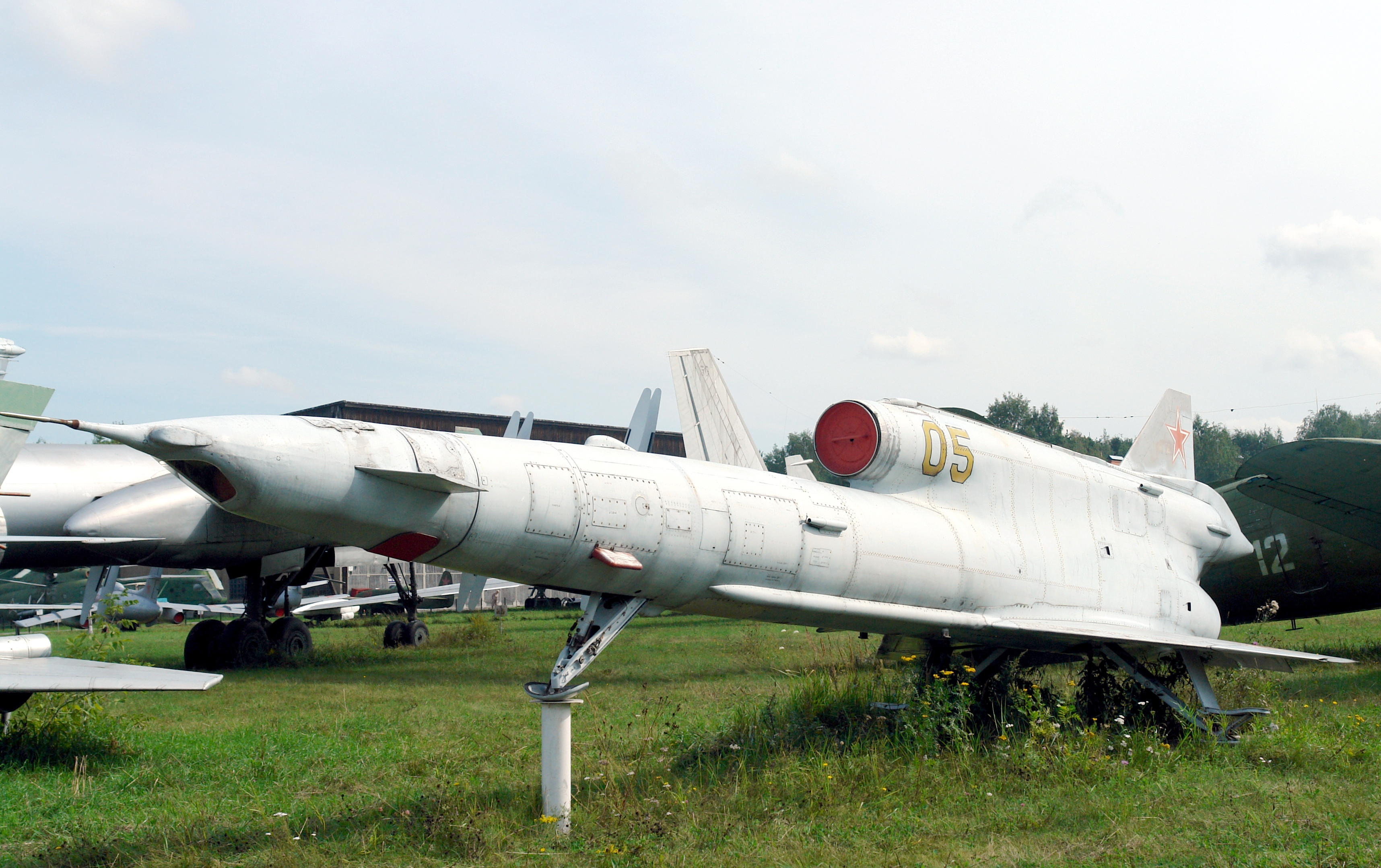
Tupolew M-141 „Strisch“ (Aufklärungsdrohne)
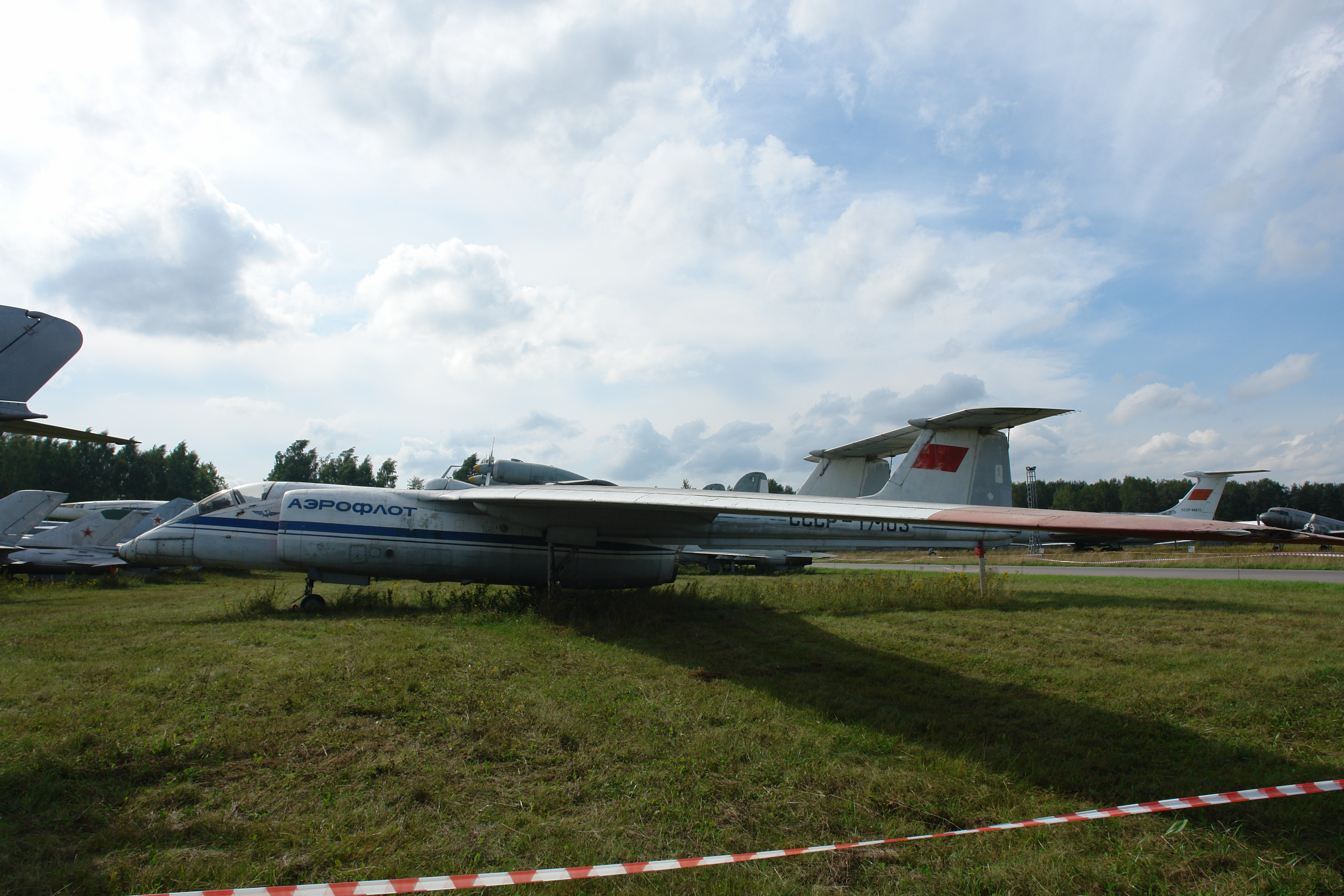
Mjassischtschew M-17 (Höhenaufklärer)
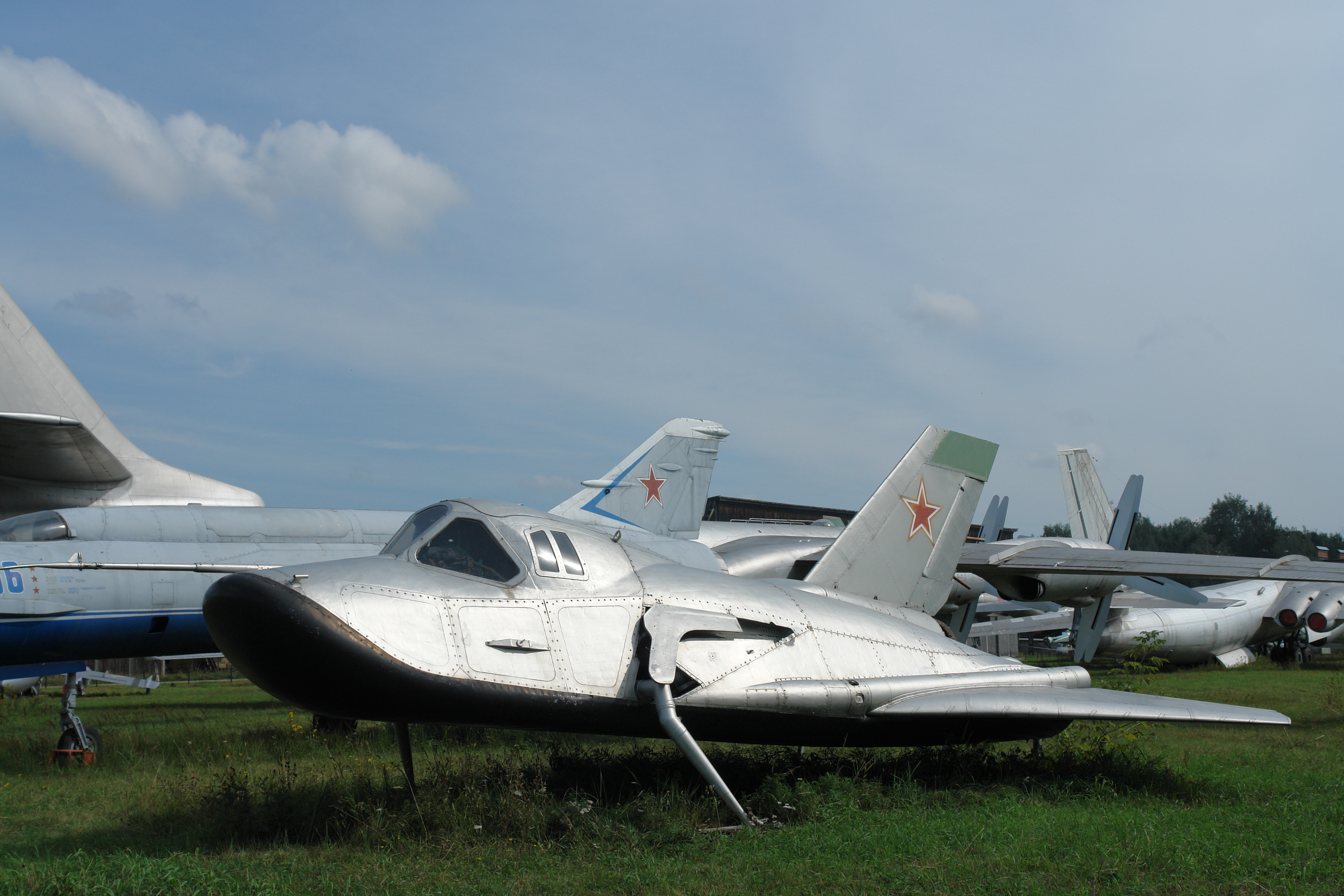
MiG-105 (Raumgleiter-Prototyp 105-11)